# 샌안토니오 스퍼스
샌안토니오 스퍼스(영어: San Antonio Spurs)는 미국 텍사스주 샌안토니오를 연고지로 하는 NBA 서부 콘퍼런스 사우스웨스트 디비전 소속된 미국 프로농구 팀이다. 2000년대 들어 강력한 수비를 바탕으로 3회 우승을 달성했으며 지금까지 한 4번의 우승을 모두 홀수 년(1999년, 2003년, 2005년, 2007년)에 차지할 정도로 홀수 년에 강한 모습을 보여줬다. 샌안토니오 스퍼스는 NBA 파이널 최고승률 팀으로 2007년 NBA 파이널에선 클리블랜드 캐벌리어스를 4승으로 스윕하기도 했다. 또한 32번의 시즌 동안 15번의 디비전 우승을 달성하는 성과를 거두기도 했다. 2014년, 전 년에 이어 NBA 파이널에 올라온 스퍼스는 히트를 꺾고 7년만의 우승으로 통산 5번째 우승을 달성했다. 그리고 2018~2019 시즌까지 플레이오프에 진출했으나 올 시즌 11위로 밀려나며 22년 연속 플레이오프 기록은 깨졌다.

## 역대 홈경기장

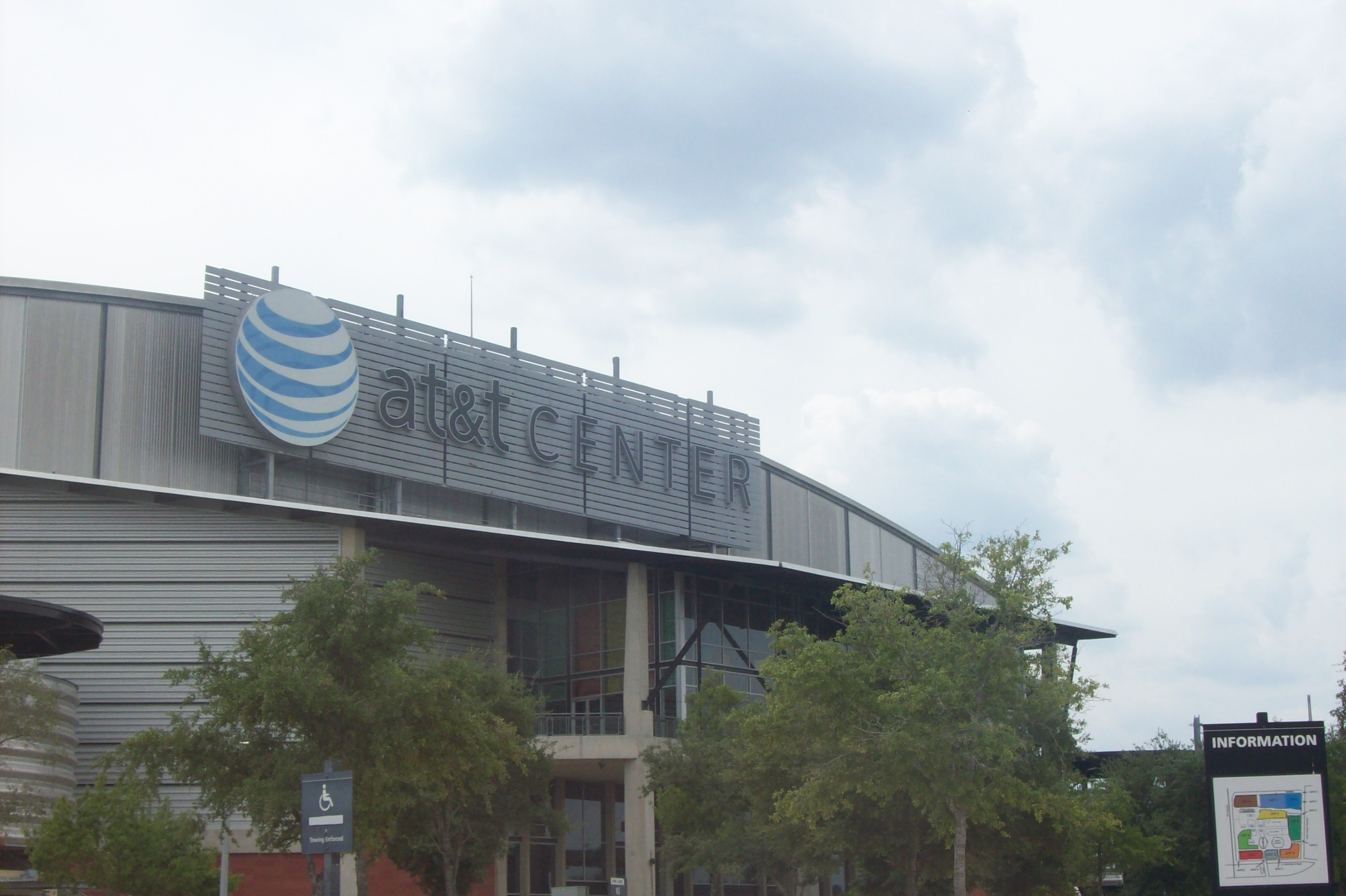
샌안토니오 스퍼스의 홈경기장인 프로스트 뱅크 센터

| 경기장                          | 사용기간                    | 수용인원 | 장소                    | 비고                                               |
| ------------------------------- | --------------------------- | -------- | ----------------------- | -------------------------------------------------- |
| 댈러스 채퍼럴스/텍사스 채퍼럴스 |                             |          |                         |                                                    |
| 스테이트 페어 콜리시엄          | 1967년~1973년               | 8,513명  | 텍사스주 댈러스         | 빈칸                                               |
| 무디 콜리시엄                   | 1967년~1973년               | 8,998명  | 텍사스주 유니버시티파크 | 빈칸                                               |
| 댈러스 메모리얼 오디토리움      | 1967년~1968년 1972년~1973년 | 9,815명  | 텍사스주 댈러스         | 빈칸                                               |
| 텍사스 채퍼럴스                 |                             |          |                         |                                                    |
| 타런트 카운티 컨벤션 센터       | 1970년~1971년               | 16,057명 | 텍사스주 포트워스       | 빈칸                                               |
| 러벅 뮤니시플 콜리시엄          | 1970년~1971년               | 11,200명 | 텍사스주 러벅           | 빈칸                                               |
| 샌안토니오 스퍼스               |                             |          |                         |                                                    |
| 헤미스페어 아레나               | 1973년~1993년               | 16,057명 | 텍사스주 샌안토니오     | 빈칸                                               |
| 알라모돔                        | 1993년~2002년               | 20,557명 | 텍사스주 샌안토니오     | 빈칸                                               |
| 프로스트 뱅크 센터              | 2002년~현재                 | 18,418명 | 텍사스주 샌안토니오     | SBC 센터 (2002년~2006년) AT&T 센터 (2006년~2023년) |
| 무디 센터                       | 2024년~현재                 | 10,763명 | 텍사스주 오스틴         | 제2홈경기장으로 사용함.                            |

## 영구 결번
| 번호              | 이름            | 포지션 | 활동 기간                   | 비고                                       |
| ----------------- | --------------- | ------ | --------------------------- | ------------------------------------------ |
| 샌안토니오 스퍼스 |                 |        |                             |                                            |
| 00                | 조니 무어       | 가드   | 1980년~1988년 1989년~1990년 | 빈칸                                       |
| 6                 | 에이버리 존슨   | 가드   | 1990년~1993년 1994년~2001년 | 빈칸                                       |
| 6                 | 빌 러셀         | 센터   | 빈칸                        | NBA 최초로 전 구단 영구결번됨.             |
| 9                 | 토니 파커       | 가드   | 2001년~2018년               | 빈칸                                       |
| 12                | 브루스 보언     | 포워드 | 2001년~2009년               | 라마커스 알드리지 (2015년~ 2021년) 착용함. |
| 13                | 제임스 사일러스 | 가드   | 1972년~1981년               | 빈칸                                       |
| 20                | 마누 지노빌리   | 가드   | 2002년~2018년               | 빈칸                                       |
| 21                | 팀 던컨         | 포워드 | 1997년~2016년               | 빈칸                                       |
| 32                | 숀 엘리엇       | 포워드 | 1989년~1993년 1994년~2001년 | 빈칸                                       |
| 44                | 조지 거빈       | 가드   | 1974년~1985년               | 빈칸                                       |
| 50                | 데이비드 로빈슨 | 센터   | 1989년~2003년               | 빈칸                                       |

## 라이벌
- 로스앤젤레스 레이커스
- 댈러스 매버릭스
- 피닉스 선스
- 휴스턴 로키츠

## 같이 보기
- 샌안토니오 스타스